# Zoran More
Zoran A. More, slovenski igralec, režiser, scenarist, komediograf, komunikolog in predavatelj. Diplomiral dramsko igro pri prof. Borisu Cavazzi. Deloval v SNG Nova Gorica od 1985 do 1994. Vmes v SLG Celje od 1990 do 1992, od 1992 do 1994 v SNG Drama Ljubljana. Od 1995 do 1996 v MGL in od 1996 do 1998 v SNG Drama Maribor. Odšel med svobodne  umetnike in leta 2000 na pastoralni inštitut TEOF v Ljubljani.Specializiral iz režije spektakularnih dogodkov v Rimu leta 2006 in cerkvene komunikologije na PUSC-papeški univerzi Santa Croce,na mednarodnem študijskem seminarju z naslovom "Poetica di Aristotele e Cristianesimo (Aristotelova Poetika in Krščanstvo)",leta 2007. Živi,dela in predava v Sloveniji in Italiji. Kot režiser in predavatelj dela tudi v Nemčiji, Belgiji in na Hrvaškem. Leta 2011 ustanovi skupino "Proecclesia et Pontifice", skupino za novo evangelizacijo,ki uporablja sodobne pristope v izobraževanju in medijih. Leta 2013 je oblikoval in postavil sakralni koncert z naslovom:"Sakralni koncerti Karitas",z baritonistom Zdravkom Pergerjem in organistom Gregorjem Klančičem. V letu 2014 nastopa po Sloveniji in na Hrvaškem z umetniško evangelizacijo z naslovom : "V svetlobi Božje Besede". Sodeluje s Hrvaško provinco Dominikanskega reda-OP na glasbenem, igralskem in režijskem področju. V letu 2015 nadaljuje z mednarodnimi seminarji iz retorike in cerkvene komunikologije v Sloveniji in na Hrvaškem. Gost na radiu HKR v oddaji "Oni rokaju za Gospodina", ki jo vodi znani hrvaški dominikanec p. Anto Bobaš, kjer da veliki intervju v hrvaškem jeziku. Po intervjuju velik odziv poslušalcev na temo "Jezus v središču mojega življenja (Jesus in the center of my life)", kar je naslov z Grammyem nagrajenega albuma, ki ga je  leta 2012 prejel ameriški gospel zvezdnik Israel Houghton.